# SV 아우스트리아 잘츠부르크
SV 아우스트리아 잘츠부르크(SV Austria Salzburg)는 2005년에 창단된 오스트리아 잘츠부르크의 축구 클럽이며 현재는 오스트리아 푸스발-레기오날리가(오스트리아의 3부 축구 리그) 서부 리그에 참여하고 있다.
1933년에 창단된 축구 클럽인 옛 SV 아우스트리아 잘츠부르크는 2005년 오스트리아의 음료 회사인 레드불이 클럽을 인수하면서 클럽 명칭 또한 FC 레드불 잘츠부르크가 되었다. 그렇지만 클럽을 인수한 레드불이 클럽의 전통을 존중하지 않은 것에 반발한 옛 SV 아우스트리아 잘츠부르크 서포터들이 독자적인 축구 클럽을 창단하면서 오늘에 이른다. 이와 유사한 사례로는 잉글랜드의 FC 유나이티드 오브 맨체스터 등이 있다.

## 선수 명단

### 현역
참고: FIFA 자격 규정에 따라 소속된 국가대표팀 국기를 표시합니다. 선수는 복수의 FIFA 비회원국 국적을 가지고 있을 수 있습니다.
| 번호 | 포지션 | 국적                  | 이름                |
| ---- | ------ | --------------------- | ------------------- |
| 4    | MF     | 보스니아 헤르체고비나 | 데니스 카리마노비치 |
| 5    | DF     |                       | 마티아스 테이네르   |
| 8    | MF     | 세르비아              | 가브릴로 포니가     |
| 10   | MF     | 보스니아 헤르체고비나 | 마린코 소다         |
| 11   | MF     |                       | 아론 볼커트         |
| 27   | MF     |                       | 니코 시더마이어     |
| 29   | FW     |                       | 요하네스 조틀       |

| 번호 | 포지션 | 국적 | 이름 |
| ---- | ------ | ---- | ---- |

## 역대 감독
| 감독            | 임기        |
| --------------- | ----------- |
| 헤리베르트 베버 | 1996 ~ 1998 |
| 예른 안데르센   | 2015        |